# Cabo Branco (Tunísia)
O Cabo Branco ou Ras al-Abyad (em árabe: الرأس الأبيض - Ra's al-Abyad) é um cabo do norte da Tunísia. Muito perto, a oeste, fica o Ras ben Sakka, o ponto mais setentrional do continente africano, à latitude 37°21' N.
O cabo Branco é muitas vezes mencionado como o extremo norte de África e fica, de facto, muito próximo da latitude do Ras ben Sakha.